# Càceres
|  | Per a altres significats, vegeu «Cáceres». |

Càceres (oficialment i en castellà Cáceres; en extremeny Caçris, en fala de Xàlima Cáciris) és una ciutat extremenya, de 95.617 habitants (INE, 2015) de població de dret en una superfície municipal de 1.768 km², el més extens d'Espanya. És la capital de la província homònima, la població de la qual s'hi concentra el 21,45%. La temperatura mitjana a l'hivern no sobrepassa dels 10º de màxima, fins a una mínima de -5º, amb persistents gelades. A l'estiu la temperatura mitjana és de 35º de màxima i mínima de 20º. Les precipitacions són abundants en els mesos d'octubre, novembre, març, abril i maig, però molt intermitents.
La ciutat vella de Càceres fou declarada tercer Conjunt Monumental d'Europa en 1968, i Patrimoni de la Humanitat per la UNESCO en 1986.

## Economia
És el principal centre comercial, administratiu i eix econòmic de la província i primer centre turístic d'Extremadura. L'economia es basa principalment en el sector terciari (serveis), en el turisme i la construcció, amb una petita aportació del sector industrial centrat en indústries alimentàries, tèxtils, ceràmiques i productes derivats del cautxú.

## Història

### Prehistòria
La primera presència humana al territori del que és avui Càceres és de la Prehistòria. A la zona del Calerizo existeixen diverses coves, com ara la Cueva de Santa Ana, que posseeix la presència humana més antiga d'Extremadura, de fa 1 milió d'anys; la Cueva de El Conejar y Maltravieso (descoberta el 1956 per l'acadèmic i cronista oficial de Càceres Carlos Callejo), on han estat trobats vestigis pictòrics de mans humanes, amb la particularitat que tenen el dit petit amagat sota una capa de pintura (en l'antiguitat es pensava que es tractava d'amputacions). La datació d'aquestes pintures comprèn diverses etapes del Paleolític Superior. A la Cueva de El Conejar han estat trobades diverses ceràmiques i utensilis lítics que daten de l'ocupació de la cova en el Neolític Antic (VI-V mil·lenni aC), tot i que no s'ha d'excloure la possibilitat que fos ocupada durant l'Epopaleolític. Posteriorment, diversos cranis trepanats i ceràmiques decorades mostren que la cueva de Maltravieso també fou ocupada durant l'Edat del Bronze.

### Domini romà
No obstant això, fou al segle I aC quan els romans s'establiren en campaments (Castra Cecilia i Castra Servilia) de manera permanent en l'entorn del turó en el que seria la colònia Norba Caesarina al costat de la important via de comunicacions que més tard es coneixeria pel nom de Via de la Plata.
A 2 km al sud-oest hi ha l'antic municipi d'Aldea Moret, actualment barri del mateix nom integrat dins de la ciutat, que té al seu voltant dos jaciments arqueològics romans: Cuarto Roble i El Junquillo. La Vía de la Plata, senyalitzada, pot ser recorreguda al sud de la ciutat.

### Edat mitjana
Al segle V dC els visigots arrasaren l'assentament romà i fins al segle VIII-IX no es tornà a sentir parlar d'aquesta ciutat.
Foren els musulmans, procedents del nord d'Àfrica, els qui aprofitaren el lloc estratègic on era l'antiga colònia romana com a base militar per lluitar contra els regnes cristians del nord, durant els primers segles de la Reconquista durant els primers segles de la Reconquesta. Així, l'any 1147, Abd al-Mumin fundà de nou la ciutat sobre les restes hispanoromanes i visigodes. De l'àrab prové el nom actual de Via de la Plata, denominació de la via romana que uneix Astorga amb Andalusia.
Al segle xii, com que els cristians avençaven, la ciutat es fortificà amb una muralla d'adob (conservada avui), la qual no bastà per evitar que Alfons IX, monarca del regne de Lleó, prengueren la ciutat el 23 d'abril de 1229, dia de Sant Jordi, atorgant a la ciutat Fuero de Villa, que des d'aquell moment se celebra a la ciutat com al seu patró. Geraldo Sempavor ja l'havia presa el 1166, però la perdé de nou, i Ferran II la recuperà l'any 1169 durant 5 anys.
Càceres fou des d'aquell moment una vila lliure, de manera que els seus veïns podien elegir als seus 12 regidors; immediatament fou repoblada per gent de Lleó, Astúries, Galícia i Castella, tot i que amb el temps els seus habitants es dividiren en dos: Lleó (incloent-hi Astúries i Galícia) i Castella. Aquests primers vivien a la part alta de la ciutat, i els segons a la baixa. Els nobles s'enfrontaren amb freqüència.

### Edat Moderna
Des de llavors, Càceres començà a canviar. Es van construir esglésies i no mesquites, i palaus cristians sobre els antics palaus musulmans, tot i que foren les fortunes procedents d'Amèrica el que contribuí a la monumentalitat de la ciutat, denominada per Leopoldo Alas (Clarín) "La Vetusta del Sur".

### Edat contemporània
El 1822 esdevingué la capital de l'Alta Extremadura. El 1864 es va descobrir a prop d'ella un important jaciment de fosfats, i es va utilitzar la vila d'Aldea Moret perquè hi visquessin els treballadors de la mineria. El 1881 s'hi inaugurà el ferrocarril, permetent l'ampliació del nucli urbà cap al sud. El rei Alfons XII l'elevà al rang de ciutat el 9 de febrer de 1882.
Al segle xx, la Diòcesi de Còria passà a dir-se Diòcesi de Còria-Càceres, per la qual cosa l'Església de Santa Maria fou elevada a cocatedral.
Durant la Guerra Civil Espanyola, les forces militars de Càceres recolzaren el cop d'estat de 1936. Quan el falangista Luna fou alliberat, mobilitzà a la ciutat molts simpatitzants, començà a dictar ordres per a ocupar els principals pobles de la rodalia i per a prendre els punts estratègics com ara les línies frontereres amb Portugal, o el pas de ports i ponts. La repressió per part dels franquistes començà i assassinaren, entre d'altres, el director de "Unión y Trabajo" Pedro Montero Rubio i l'alcalde de Càceres Antonio Canales González. El governador i l'alcalde constitucional foren empresonats i substituïts per militars.
El 26 d'agost de 1936, el general Francisco Franco arribà a Càceres, on establí el seu quarter general abans d'iniciar l'avanç a Madrid. Hi rebé la seva dona Carmen i la seva filla, a les quals no veia des del dia del cop d'estat militar. Entre els dies 8 i 10 d'octubre de 1936, amb motiu de la sol·licitud d'ajut militar de Franco a Hitler, arribaren els primers carros de combat Panzer I als castells de las Arguijuelas de Abajo i de Arriba, que havien arribat a Sevilla en vaixell. Durant força mesos s'establí als castells una acadèmia de formació de conductors de vehicles blindats, dirigits pel coronel alemany Wilhelm von Thoma. Després l'acadèmia de formació es traslladà a la província de Toledo.
Una de les poques forces republicanes fou el bombardeig de la ciutat el 23 de juliol de 1937. Aquell dia 5, bimotors Túpolev soviètics del tinent coronel Jaume Mata Romeu, llençaren 18 bombes, les quals afectaren diverses construccions (com ara el palau del Mayorazgo, el mercat, Santa María, el quarter de la Guàrdia Civil, l'Ajuntament, alguns carrers), causant 35 morts i nombrosos ferits.
El 1954, el bisbe de la diòcesi de Còria Manuel Llopis Ivorra aconseguí que Càceres compartís capitalitat amb Còria en la diòcesi, que esdevingué la Diòcesi de Còria-Càceres.
El 1973 es fundà la Universidad de Extremadura, a Càceres i a Badajoz.
A principis del segle xxi, Càceres era una gran ciutat amb multitud de serveis i ofertes culturals. Això impulsà el 2003 l'Ajuntament de la ciutat a presentar la candidatura de Càceres a Ciutat Europea de la Cultura en 2016. Per a la candidatura, la ciutat es basà en els seus vincles amb Amèrica i els 500 anys de l'ascensió al tron de Carles I d'Espanya, que es retirà els seus darrers anys de vida al Monestir de Yuste, a la província de Càceres.
Des del moment en què es va presentar la candidatura, molts de sectors de la ciutat hi col·laboraren i treballaren en el projecte d'assolir la designació per les autoritats espanyoles primer i de les europees finalment. El 2008 fou presentat el projecte al Parlament Europeu. El 30 de setembre de 2010 Càceres no passà la primera fase, així que no fou la Capital Europea de la Cultura el 2016.

## Conjunt monumental
La «Ciutat Monumental de Càceres» fou declarada pel Consell d'Europa com a Tercer Conjunt Monumental d'Europa el 1968 (després de Praga i Tallinn) i Patrimoni de la Humanitat per la UNESCO el 1986. Càceres compta també amb altres guardons: Pomme d'Or al "Mèrit turístic", concedit per la Federación Internacional de Periodistas y Escritores de Turismo el 1996; Les Étoiles d'Or du Jumelage, atorgat per la Comissió Europea el 1999; el premi Archival de l'Asociación para la Recuperación de Centros Históricos l'any 2004 i el premi Ciudadanos 2008 que atorga l'Asociación de Entidades de Radio y Televisión Digital, amb la col·laboració del Consejo Audiovisual Ciudadano pel suport que la ciutadania donà a la candidatura de Capital Europea de la Cultura del 2016. Càceres és també membre de les Redes Caminos de Sefarad, de la Vía de la Plata, essent elegida per la Comunitat Autònoma com a Capital Cultural d'Extremadura Enclave 92, i amb l'esforç solidari de les administracions, empreses privades, entitats oficials i ciutadans particulars, aspirà entre el 2003 i el 2010 a ésser Capital Europea de la Cultura l'any 2016.